# Nancy González
Nancy Susana González (Puerto Madryn, 10 de febrero de 1961) es una política argentina que fue senadora nacional por la provincia del Chubut durante el período 2015-2021. Previamente fue diputada nacional durante dos períodos.

## Trayectoria
Fue directora de un hogar de ancianos en Puerto Madryn entre 1991 y 2003, y Secretaria de Acción Social de la municipalidad de dicha ciudad entre 2003 y 2005. Ese año fue elegida Diputada de la Nación Argentina por el Frente para la Victoria (FPV), renovando su banca en 2009. En la cámara, fue secretaria de las comisiones de legislación general y tercera edad.
Entre diciembre de 2013 y 2014 formó parte del Consejo Consultivo del Parlamento Latinoamericano, en reemplazo del político ecuatoriano Virgilio Hernández Enríquez. Previamente, había conformado la Junta Directiva del Parlamento, siendo secretaria de relaciones interinstitucionales.
En cuanto a la actividad partidaria, fue vicepresidenta del Consejo del Partido Justicialista de 2008 a 2010.
Fue elegida senadora en las elecciones legislativas de 2015 por la mayoría junto a Juan Mario Pais, integrando la lista del FPV. En diciembre de 2017, después de la fractura del bloque FPV provocada por el senador Miguel Ángel Pichetto, el kirchnerismo inscribió formalmente su bloque de senadores en la Cámara alta con el nombre FPV-PJ. Presidido por Marcelo Jorge Fuentes, tiene ocho integrantes, siete de ellas mujeres, incluida González y la expresidenta Cristina Fernandez de Kirchner. La senadora González es la vicepresidenta del bloque del Frente para la Victoria - Partido Justicialista. 

### Actividad Legislativa
En el Senado ha sido vicepresidenta de la comisión de Ambiente y Desarrollo Sustentable, y vocal en las comisiones de: Legislación General; Economías Regionales; PyMES; Minería, Energía y Combustibles; Infraestructura, Vivienda y Transporte; Población y Desarrollo Humano; Turismo; y Banca de la Mujer.
En 2018 se pronunció a favor del proyecto de ley de Interrupción Voluntaria del Embarazo, presentado por décima vez ante el Parlamento Argentino por la Campaña Nacional por el Derecho al Aborto Legal, Seguro y Gratuito. El 8 de agosto de 2018 votó a favor del proyecto de Ley de Interrupción Voluntaria del Embarazo aprobado previamente por la Cámara de Diputados.